# Ерфде
Ерфде (њем. Erfde) општина је у њемачкој савезној држави Шлезвиг-Холштајн. Једно је од 134 општинска средишта округа Шлезвиг-Фленсбург. Према процјени из 2010. у општини је живјело 2.045 становника. Посједује регионалну шифру (AGS) 1059024.

## Географски и демографски подаци
Ерфде се налази у савезној држави Шлезвиг-Холштајн у округу Шлезвиг-Фленсбург. Општина се налази на надморској висини од 7 метара. Површина општине износи 34,0 km². У самом мјесту је, према процјени из 2010. године, живјело 2.045 становника. Просјечна густина становништва износи 60 становника/km².